# Schütz-Werke-Verzeichnis
Schütz-Werke-Verzeichnis (SWV) er en katalog over den tyske komponist Heinrich Schütz værker, udarbejdet af Werner Bittinger. Værkfortegnelsen er stort set kronologisk ordnet, det vil sige efter værkernes tilblivelsestidspunkt.

## Il primo libro de Madrigali (1611) – SWV 1-19
Madrigaler, overvejende femstemmige
1. O primavera, gioventù de l'anno
2. O dolcezze amarissimi d'amore
3. Selve beate, se sospirando in flebili susurri
4. Alma afflitta, che fai
5. Cosi morir debb'io
6. D'orrida selce alpina
7. Ride la primavera
8. Fuggi o mio core
9. Feritevi, viperette mordaci
10. Fiamma ch'allaccia
11. Quella damma son io
12. Mi saluta costei, ma nel soave inchino
13. Io moro, ecco ch'io moro
14. Sospir che del bel petto
15. Dunque addio, care selve
16. Tornate o cari baci
17. Di marmo siete voi
18. Giunto è pur, Lidia, giunto
19. Vasto mar, nel cui seno

1. Wohl dem, der ein Tugendsam Weib hat (1618)
2. Haus und Güter erbet man von Eltern (1618)

## Psalmen Davids (1619) – SWV 22-47
Flerstemte Geistliche Konzerte
1. Der Herr sprach zu meinem Herren
2. Warum toben die Heiden (Ps. 2)
3. Ach Herr, straf mich nicht in deinem Zorn (Ps. 6)
4. Aus der Tiefe ruf ich, Herr, zu Dir (Ps. 130)
5. Ich freu mich des, das mir geredt ist
6. Herr, unser Herrscher
7. Wohl dem, der nicht wandelt im Rat der Gottlosen (Ps. 1)
8. Wie lieblich sind deine Wohnungen, Herre Zebaoth (Ps. 84)
9. Wohl dem, der den Herren fürchtet
10. Ich hebe meine Augen auf zu den Bergen
11. Danket dem Herrn; denn er ist freundlich
12. Der Herr ist mein Hirt (Ps. 23)
13. Ich danke dem Herrn von ganzem Herzen
14. Singet dem Herrn ein neues Lied (Ps. 98)
15. Jauchzet dem Herren, alle Welt
16. An den Wassern zu Babel (Ps. 137)
17. Alleluja! Lobet den Herren in seinem Heiligtum
18. Lobe den Herren, meine Seele (Ps. 103)
19. Ist nicht Ephraim mein teurer Sohn
20. Nun lob, mein Seel, den Herren
21. Die mit Tränen säen
22. Nicht uns, Herr, nicht uns
23. Wohl dem, der den Herren fürchtet
24. Danket dem Herren, denn er ist freundlich
25. Zion spricht: Der Herr hat mich verlassen
26. Jauchzet dem Herren, alle Welt

1. Siehe, wie fein und lieblich ists
2. Syncharma Musicum / Der 124. Psalm
3. Historia der fröhlichen und siegreichen Auferstehung unsers einigen Erlösers und Seligmachers Jesu Christi («Historien om Jesu oppstandelse»)
4. Der 116. Psalm. Das ist mir lieb
5. Kläglicher Abschied: Grimmige Gruft

## Cantiones Sacrae (1625) – SWV 53-93
Geistliche Madrigale, overvejende firestemmige
1. (Prima pars:) O bone, o dulcis, o benigne Jesu
2. (Secunda pars:) Et ne despicias humiliter te petentem
3. Deus misereatur nostri, et benedicat nobis
4. (Prima pars:) Quid commisisti, o dulcissime puer?
5. (Secunda pars:) Ego sum tui plaga doloris
6. (Tertia pars:) Ego enim inique egi
7. (Quarta pars:) Quo, nate Dei, quo tua descendit humilitas
8. (Quinta et ultima pars:) Calicem salutaris accipiam
9. (Prima pars:) Verba mea auribus percipe, Domine
10. (Secunda pars:) Quoniam ad te clamabo, Domine
11. (Prima pars:) Ego dormio, et cor meum vigilat
12. (Secunda pars:) Vulnerasti cor meum, filia charissima
13. Heu mihi, Domine, quia peccavi nimis
14. In te, Domine, speravi
15. Dulcissime et benignissime Christe
16. Sicut Moses serpentem in deserto exaltavit
17. Spes mea, Christe Deus, hominum tu dulcis amator
18. Turbabor, sed non perturbabor
19. (Prima pars:) Ad Dominum cum tribularer clamavi
20. (Secunda pars:) Quid detur tibi aut quid apponatur tibi
21. (Prima pars:) Aspice pater piissimum filium
22. (Secunda pars:) Nonne hic est, mi Domine, innocens ille
23. (Tertia et ultima pars:) Reduc, Domine Deus meus, oculos majestatis
24. (Prima pars:) Supereminet omnem scientiam, o bone Jesu
25. (Secunda pars:) Pro hoc magno mysterio pietatis
26. (Prima pars:) Domine, non est exaltatum cor meum
27. (Secunda pars:) Si non humiliter sentiebam
28. (Tertia et ultima pars:) Speret Israel in Domino
29. Cantate Domino canticum novum
30. Inter brachia Salvatoris mei
31. Veni, rogo in cor meum
32. Ecce advocatus meus apud te, Deum patrem
33. (Prima pars:) Domine, ne in furore tuo arguas me
34. (Secunda pars:) Quoniam non est in morte qui memor sit tui
35. (Tertia et ultima pars:) Discedite a me omnes qui operamini
36. (Prima pars:) Oculi omnium in te sperant, Domine
37. (Secunda pars:) Pater noster, qui es in coelis
38. (Tertia et ultima pars:) Domine Deus, pater coelestis, benedic nobis
39. (Prima pars:) Confitemini Domino, quoniam ipse bonus
40. (Secunda pars:) Pater noster: Repetatur ut supra (= SWV 89)
41. (Tertia et ultima pars:) Gratias agimus tibi, Domine Deus Pater

1. Ich hab mein Sach Gott heimgestellt
2. Ultima verba Psalmi 23 (Trauermotette)
3. Glück zu dem Helikon (Aria)

## Beckerscher Psalter (1628, rev. 1661) – SWV 97-256
Firestemmige sange
1. Wer nicht sitzt im Gottlosen Rat (Psalm 1)
2. Was haben doch die Leut im Sinn (Psalm 2)
3. Ach wie groß ist der Feinde Rott (Psalm 3)
4. Erhör mich, wenn ich ruf zu dir (Psalm 4)
5. Herr, hör, was ich will bitten dich (Psalm 5)
6. Ach Herr mein Gott, straf mich doch nicht (Psalm 6)
7. Auf dich trau ich, mein Herr und Gott (Psalm 7)
8. Mit Dank wir sollen loben (Psalm 8)
9. Mit fröhlichem Gemüte (Psalm 9)
10. Wie meinst du's doch, ach Herr, mein Gott (Psalm 10)
11. Ich trau auf Gott, was soll's denn sein (Psalm 11)
12. Ach Gott, von Himmel sieh darein (Psalm 12)
13. Ach Herr, wie lang willst du denn noch (Psalm 13)
14. Es spricht der Unweisen Mund wohl (Psalm 14)
15. Wer wird, Herr, in der Hütten dein (Psalm 15)
16. Bewahr mich, Gott, ich trau auf dich (Psalm 16)
17. Herr Gott, erhör die Grechtigkeit (Psalm 17)
18. Ich lieb dich, Herr, von Herzen sehr (Psalm 18)
19. Die Himmel, Herr, preisen Dein göttliche Macht und Ehr (Psalm 19)
20. Der Herr erhört dich in der Not (Psalm 20)
21. Hoch freuet sich der König (Psalm 21)
22. Mein Gott, mein Gott, ach Herr, mein Gott (Psalm 22, 1. Teil)
23. Ich will verkündgen in der Gmein (Psalm 22, 2. Teil)
24. Der Herr ist mein getreuer Hirt (Psalm 23)
25. Die Erd und was sich auf ihr regt (Psalm 24)
26. Nach dir verlangt mich (Psalm 25)
27. Herr, schaff mir Recht, nimm dich mein an (Psalm 26)
28. Mein Licht und Heil ist Gott der Herr (Psalm 27)
29. Ich ruf zu dir, Herr Gott, mein Hort (Psalm 28)

…
1. Freut euch des Herrn (Psalm 33)

…
1. Herr, der du vormals gnädig warst (Psalm 86)

…
1. Singet dem Herren ein neues Lied (Psalm 96)

…
1. Herr Gott, des ich mich rühmte

...
1. Lobt Gott mit Schall (Psalm 117)

…
1. Lobt Gott in seinem Heiligtum (Psalm 150)

…

## Symphoniae sacrae I (1629) – SWV 257-276
Geistliche Konzerte for op til tre sangstemmer med obligate instrumenter 
1. Paratum cor meum, Deus
2. Exultavit cor meum in Domino
3. In te, Domine, speravi
4. Cantabo Domino in vita mea
5. Venite ad me omnes qui laboratis
6. Jubilate Deo omnis terra
7. (Prima pars:) Anima mea liquefacta est
8. (Secunda pars:) Adjuro vos, filiae Hierusalem
9. (Prima pars:) O quam tu pulchra es, amica mea
10. (Secunda pars:) Veni de Libano, amica mea
11. (Prima pars:) Benedicam Dominum in omni tempore
12. (Secunda pars:) Exquisivi Dominum et exaudivit me
13. Fili mi, Absalon
14. Attendite, popule meus, legem meam
15. Domine, labia mea aperies
16. (Prima pars:) In lectulo per noctes quem diliget anima mea quaesivi
17. (Secunda pars:) Invenerunt me custodes civitatis
18. Veni, dilecte mi, in hortum meum
19. (Prima pars:) Buccinate in neomenia tuba
20. (Secunda pars:) Jubilate Deo in chordis et organo

1. Das ist je gewisslich wahr (Sørgemotette for Johann Hermann Schein)
2. O der großen Wundertaten (Canzonetta)

## Musikalische Exequien(1636) – SWV 279-281
1. Nacket bin ich vom Mutterleib gekommen
2. Herr, wenn ich nur dich habe
3. Herr, nun lässest du deinen Diener in Friede fahren

## Kleine Geistliche Konzerte I (1636) – SWV 282-305
Geistliche Konzerte for en til seks sangstemmer og basso continuo
1. Eile mich, Gott, zu erretten
2. Bringt her dem Herren, ihr Gewaltigen
3. Ich danke dem Herrn von ganzem Herzen, im Rat der Frommen
4. O süßer, o freundlicher, o gütiger Herr Jesu Christe
5. Der Herr ist groß und sehr löblich
6. O lieber Herre Gott, wecke uns auf
7. Ihr Heiligen, lobsinget dem Herren
8. Erhöre mich, wenn ich dich rufe, Gott meiner Gerechtigkeit
9. Wohl dem der nicht wandelt im Rat der Gottlosen
10. Schaffe in mir, Gott, ein reines Herz
11. Der Herr schauet vom Himmel auf der Menschen Kinder
12. Lobet den Herren, der zu Zion wohnet
13. Eins bitte ich vom Herren
14. O hilf, Christe Gottes Sohn / Christe Deus adjuva
15. Fürchte dich nicht, ich bin mit dir
16. O Herr hilf, o Herr lass wohl gelingen
17. Das Blut Jesu Christi, des Sohnes Gottes
18. Die Gottseligkeit ist zu allen Dingen nütz
19. Himmel und Erde vergehen
20. Nun komm, der Heiden Heiland / Veni redemptor gentium
21. Ein Kind ist uns geboren
22. Wir gläuben all an einen Gott
23. Siehe, mein Fürsprecher ist im Himmel
24. Ich hab mein Sach Gott heimgestellt / Meas dicavi res Deo

## Kleine Geistliche Konzerte II (1639) – SWV 306-337
Geistliche Konzerte fof en til seks sangstemmer og basso continuo
1. Ich will den Herren loben allezeit
2. Was hast du verwirket, o du allerholdseligster Knab?
3. O Jesu, nomen dulce
4. O misericordissime Jesu
5. Ich liege und schlafe und erwache
6. Habe deine Lust an dem Herren
7. Herr, ich hoffe darauf, dass du so gnädig bist
8. Bone Jesu, verbum Patris
9. Verbum caro factum est
10. Hodie Christus natus est
11. Wann unsre Augen schlafen ein / Quando se claudunt lumina
12. Meister, wir haben die ganze Nacht gearbeitet
13. Die Furcht des Herren ist der Weisheit Anfang
14. Ich beuge meine Knie gegen den Vater unsers Herren Jesu Christi
15. Ich bin jung gewesen und bin alt worden
16. Herr, wenn ich nur dich habe
17. Rorate Coeli desuper
18. Joseph, du Sohn David
19. Ich bin die Auferstehung und das Leben
20. Die Seele Christi heilige mich
21. Ich ruf zu dir, Herr Jesu Christ / Te Christe supplex invoco
22. Allein Gott in der Höh sei Ehr
23. Veni, sancte Spiritus, reple tuorum chorda fidelium
24. Ist Gott für uns, wer mag wider uns sein?
25. Wer will uns scheiden von der Liebe Gottes?
26. Die Stimm des Herren gehet auf den Wassern
27. Jubilate Deo omnis terra
28. Sei gegrüßet, Maria, du Holdselige (mit Streichern)
29. Ave Maria, gratia plena (lateinische Fassung von SWV 333)
30. Was betrübst du dich, meine Seele
31. Quemadmodum desiderat cervus
32. Aufer immensam, Deus, aufer iram

1. Teutoniam dudum belli atra pericla molestant / Adveniunt pascha pleno concelebranda triumpho
2. Ich beschwöre euch, ihr Töchter zu Jerusalem
3. O du allersüßester und liebster Herr Jesu

## Symphoniae sacrae II (1647) – SWV 341-367
Geistliche Konzerte für bis zu drei Singstimmen mit obligaten Instrumenten
1. Mein Herz ist bereit, Gott, dass ich singe
2. Singet dem Herren ein neues Lied, singet dem Herren alle Welt
3. Herr unser Herrscher, wie herrlich ist dein Nam'
4. Meine Seele erhebt den Herren
5. Der Herr ist meine Stärke
6. (Erster Teil:) Ich werde nicht sterben, sondern leben
7. (Anderer Teil:) Ich danke dir, Herr, von ganzem Herzen
8. Herzlich lieb hab ich dich, o Herr, meine Stärke
9. Frohlocket mit Händen und jauchzet dem Herren
10. Lobet den Herrn in seinem Heiligtum
11. Hütet euch, dass eure Herzen nicht beschweret werden
12. Herr, nun lässest du deinen Diener
13. Was betrübst du dich, meine Seele?
14. (Erster Teil:) Verleih uns Frieden genädiglich
15. (Anderer Teil:) Gib unsern Fürsten und aller Obrigkeit
16. Es steh Gott auf (Bearbeitung zweier Madrigale von Claudio Monteverdi)
17. Wie ein Rubin in feinem Golde leuchtet
18. Iss dein Brot mit Freuden
19. Der Herr ist mein Licht und mein Heil
20. Zweierlei bitte ich, Herr, von dir
21. Herr, neige deine Himmel und fahr herab
22. Von Aufgang der Sonnen bis zu ihrem Niedergang
23. Lobet den Herrn, alle Heiden
24. Die, so ihr den Herren fürchtet
25. Drei schöne Dinge seind
26. Von Gott will ich nicht lassen
27. Freuet euch des Herren, ihr Gerechten

1. Fürstliche Gnade zu Wasser und zu Lande (Danklied)

## Geistliche Chormusik (1648) – SWV 369-397
Fünf- bis siebenstimmige Motetten
1. (Erster Teil:) Es wird das Szepter von Juda nicht entwendet werden
2. (Anderer Teil:) Er wird sein Kleid in Wein waschen
3. Es ist erschienen die heilsame Gnade Gottes
4. (Erster Teil:) Verleih uns Frieden gnädiglich
5. (Anderer Teil:) Gib unsern Fürsten und aller Obrigkeit
6. Unser keiner lebet ihm selber
7. Viel werden kommen von Morgen und Abend
8. Sammlet zuvor das Unkraut
9. Herr, auf dich traue ich
10. Die mit Tränen säen, werden mit Freuden ernten
11. So fahr ich hin zu Jesu Christ
12. Also hat Gott die Welt geliebt
13. O lieber Herre Gott, wecke uns auf
14. Tröstet, tröstet mein Volk
15. Ich bin eine rufende Stimme
16. Ein Kind ist uns geboren
17. Das Wort ward Fleisch und wohnet unter uns
18. Die Himmel erzählen die Ehre Gottes
19. Herzlich lieb hab ich dich, oh Herr
20. Das ist je gewisslich wahr und ein teuer wertes Wort
21. Ich bin ein rechter Weinstock
22. Unser Wandel ist im Himmel
23. Selig sind die Toten, die in dem Herren sterben
24. Was mein Gott will, das gscheh allzeit
25. Ich weiss, dass mein Erlöser lebt
26. Sehet an den Feigenbaum und alle Bäume
27. Der Engel sprach zu den Hirten (Bearbeitung einer Komposition von Andrea Gabrieli)
28. Auf dem Gebirge hat man ein Geschrei gehöret
29. Du Schalksknecht, alle diese Schuld hab ich dir erlassen

## Symphoniae sacrae III (1650) – SWV 398-418
Geistliche Konzerte für Singstimmen und Instrumente, teils mehrchörig
1. Der Herr ist mein Hirt, mir wird nichts mangeln
2. Ich hebe meine Augen auf zu den Bergen
3. Wo der Herr nicht das Haus bauet
4. Mein Sohn, warum hast du uns das getan?
5. O Herr hilf, o Herr lass wohl gelingen
6. Siehe, es erschien der Engel des Herren
7. Feget den alten Sauerteig aus
8. O süßer Jesu Christ, wer an dich recht gedenket
9. O Jesu süß, wer dein gedenkt
10. Lasset uns doch den Herren, unsern Gott, loben
11. Es ging ein Sämann aus zu säen seinen Samen
12. Seid barmherzig, wie auch euer Vater barmherzig ist
13. Siehe, dieser wird gesetzt zu einem Fall
14. Vater unser, der du bist im Himmel
15. Siehe, wie fein und lieblich ist
16. Hütet euch, dass eure Herzen nicht beschweret werden
17. Meister, wir wissen, dass du wahrhaftig bist
18. Saul, Saul, was verfolgst du mich?
19. Herr, wie lang willst du mein so gar vergessen?
20. Komm, heiliger Geist, Herre Gott
21. Nun danket alle Gott

1. O meine Seel, warum bist du betrübet? (Trauerlied)

## Zwölf geistliche Gesänge – SWV 420-431
Firstemte sanger a cappella
1. Kyrie Gott Vater in Ewigkeit
2. All Ehr und Lob soll Gottes sein
3. Ich glaube an einen einigen Gott
4. Unser Herr Jesus Christus
5. Ich danke dem Herrn von ganzem Herzen
6. Dank sagen wir alle Gott
7. Meine Seele erhebt den Herren
8. O süßer Jesu Christ, wer an dich recht gedenket
9. Kyrie eleison, Christe eleison, Kyrie eleison
10. Aller Augen warten auf dich
11. Danket dem Herren
12. Christe fac ut sapiam

1. Herr, nun lässest du deinen Diener
2. Herr, nun lässest du deinen Diener
3. Wie wenn der Adler sich aus seiner Klippe schwingt (Aria)
4. Historia der Geburt Christi
5. Die Erde trinkt für sich (Fragment)
6. Heute ist Christus der Herr geboren (Fragment)
7. Güldne Haare, gleich Aurore (Bearbeitung einer Komposition von Claudio Monteverdi)
8. Liebster, sagt in süßem Schmerzen
9. Tugend ist der beste Freund
10. Weib, was weinest du?
11. Es gingen zweene Menschen hinauf
12. Ach bleib mit deiner Gnade
13. In dich hab ich gehoffet (Choralsatz)
14. Erbarm' dich mein
15. Gesang der drei Männer im feurigen Ofen (Konzert)
16. Herr unser Herrscher
17. Ach Herr, du Schöpfer aller Ding
18. Nachdem ich lag in meinem öden Bette (Madrigal)
19. Lässt Salomon sein Bette nicht umgeben (Madrigal)
20. Freue dich des Weibes deiner Jugend
21. Nun lasst uns Gott dem Herren (Choralsatz, evtl. nicht echt)
22. Die Himmel erzählen die Ehre Gottes (Motette, Frühfassung von SWV 386)
23. Hodie Christus natus est (Konzert)
24. Ich weiß, dass mein Erlöser lebet (Motette)
25. Litania: Kyrie Eleison, Christe eleison, Kyrie eleison
26. Saget den Gästen (Konzert)
27. Itzt blicken durch das Himmels Saal (Madrigal)
28. Herr, der du bist vormals genädig gewest deinem Lande
29. Auf dich, Herr, traue ich
30. Cantate Domino canticum novum (Bearbeitung einer Komposition von Giovanni Gabrieli)
31. Ich bin die Auferstehung und das Leben
32. Da pacem, Domine
33. Herr, wer wird wohnen in deiner Hütten
34. Wo Gott der Herr nicht bei uns hält (Choralkanzone)
35. Magnificat zu fünf Chören
36. Surrexit pastor bonus
37. Christ ist erstanden von der Marter alle
38. O bone Jesu, fili Mariae
39. Herr Gott, dich loben wir (Deutsches Te Deum, Echtheit fraglich)
40. Wo der Herr nicht das Haus bauet
41. Ach, wie soll ich doch in Freuden leben
42. Veni, Sancte Spiritus. Konzert
43. Domini est terra
44. Vater Abraham, erbarm dich mein (Dialogus)
45. Die sieben Worte Jesu am Kreuze
46. Matthäus-Passion
47. Lukas-Passion
48. Johannes-Passion

## Schwanengesang(1672) – SWV 482-494
Doppelchörige Geistliche Konzerte
1. Wohl denen, die ohne Wandel leben
2. Tue wohl deinem Knechte
3. Zeige mir, Herr, den Weg deiner Rechte
4. Gedenke deinem Knecht an dein Wort
5. Du tust Guts deinem Knechte
6. Meine Seele verlanget nach deinem Heil
7. Wie habe ich dein Gesetze so lieb
8. Ich hasse die Flattergeister
9. Deine Zeugnisse sind wunderbarlich
10. Ich rufe von ganzem Herzen
11. Die Fürsten verfolgen mich ohne Ursach
12. Der 100. Psalm. Jauchzet dem Herren alle Welt
13. Deutsches Magnificat. Meine Seele erhebt den Herren

1. Unser Herr Jesus Christus in der Nacht, da er verraten ward (Motette)
2. Esaia, dem Propheten, das geschah. (Choralkonzert) (unvollständig)
3. Ein Kind ist uns geboren (unvollständig)
4. Stehe auf, meine Freundin
5. Tulerunt Dominum (Konzert, unvollständig)
6. An den Wassern zu Babel
7. Mit dem Amphion zwar (Aria)

Appendiks 1) Vier Hirtinnen, gleich jung, gleich schön

Appendiks 2) Ach Herr, du Sohn Davids

Appendiks 3) Der Gott Abraham

Appendiks 4) → SWV 498

Appendiks 5) Benedicam Domino

Appendiks 6) Herr, höhe mein Wort

Appendiks 7) Machet die Tore weit

Appendiks 8) Sumite psalmum

Appendiks 9) Es erhub sich ein Streit